# Wrocław Global Forum
Wrocław Global Forum – odbywające się od 2010 coroczne spotkanie polityków i dyplomatów organizowane przez Atlantic Council i miasto Wrocław.
Dotychczas gośćmi WGF byli m.in.: prezydent Bronisław Komorowski, senator John McCain i Kobiety w Bieli. Spotkanie jest m.in. okazją do wręczenia nagród Freedom Awards.
W lipcu 2017 wraz z WGF zaplanowano także „Forum Państw Trójmorza”, w którym udział ma wziąć 12 przywódców krajów Europy Środkowo-Wschodniej: Polski, Czech, Austrii, Bułgarii, Chorwacji, Estonii, Litwy, Łotwy, Rumunii, Słowacji, Słowenii i Węgier.
Wrocław Global Forum 2017 zostało przeniesione do Warszawy z powodu uczestnictwa w nim Prezydenta USA Donalda Trumpa.